# Portrait de Don Carlos
Le Prince Don Carlos (en espagnol : El príncipe don Carlos) est un tableau peint par Alonso Sánchez Coello entre 1555 et 1559. Mesurant 109 × 95 cm, il est conservé au musée du Prado à Madrid. Il représente Don Carlos (1545-1568), fils du roi d'Espagne Philippe II et de Marie-Manuelle de Portugal.

## Historique
Alonso Sánchez Coello a réalisé plusieurs portraits des enfants du roi Philippe II. Le présent portrait de Don Carlos est un des premiers tableaux réalisés par Coello à la cour du roi d'Espagne après son retour des Flandres.
L'œuvre a été découpée, et la partie qui contenait la signature de l'artiste a été perdue. Le tableau est repris dans l'inventaire de l'Alcazar royal de Madrid en 1636.

## Description
Le  portrait du prince Don Carlos est idéalisé : en effet, Don Carlos était voûté et avait un retard mental (ces handicaps étaient probablement dus à l'endogamie pratiquée par les Habsbourg et entre les maisons royales d'Espagne et du Portugal). Son habillement (notamment la cape) et sa posture de trois-quarts permettent de camoufler ces malformations physiques.
Sa tenue est composée d'un pourpoint surmonté d'une petite fraise, une luxueuse cape doublée de fourrure de lynx. Autour de la taille, Don Carlos, porte un baudrier pour son épée, dont la poignée est visible. Il porte des chausses et une braguette proéminente (la braye). Sur la tête, il porte un bonnet de cour. Le costume de Don Carlos présente la silhouette idéale de son temps.
Sur le tableau, Don Carlos est représenté comme l'héritier du trône : le paysage, visible par une fenêtre ouverte découverte lors de travaux de restauration en 1990, montre Jupiter observant un aigle portant une des colonnes d'Hercule, symbole de la monarchie espagnole.